# Stratifikace (botanika)

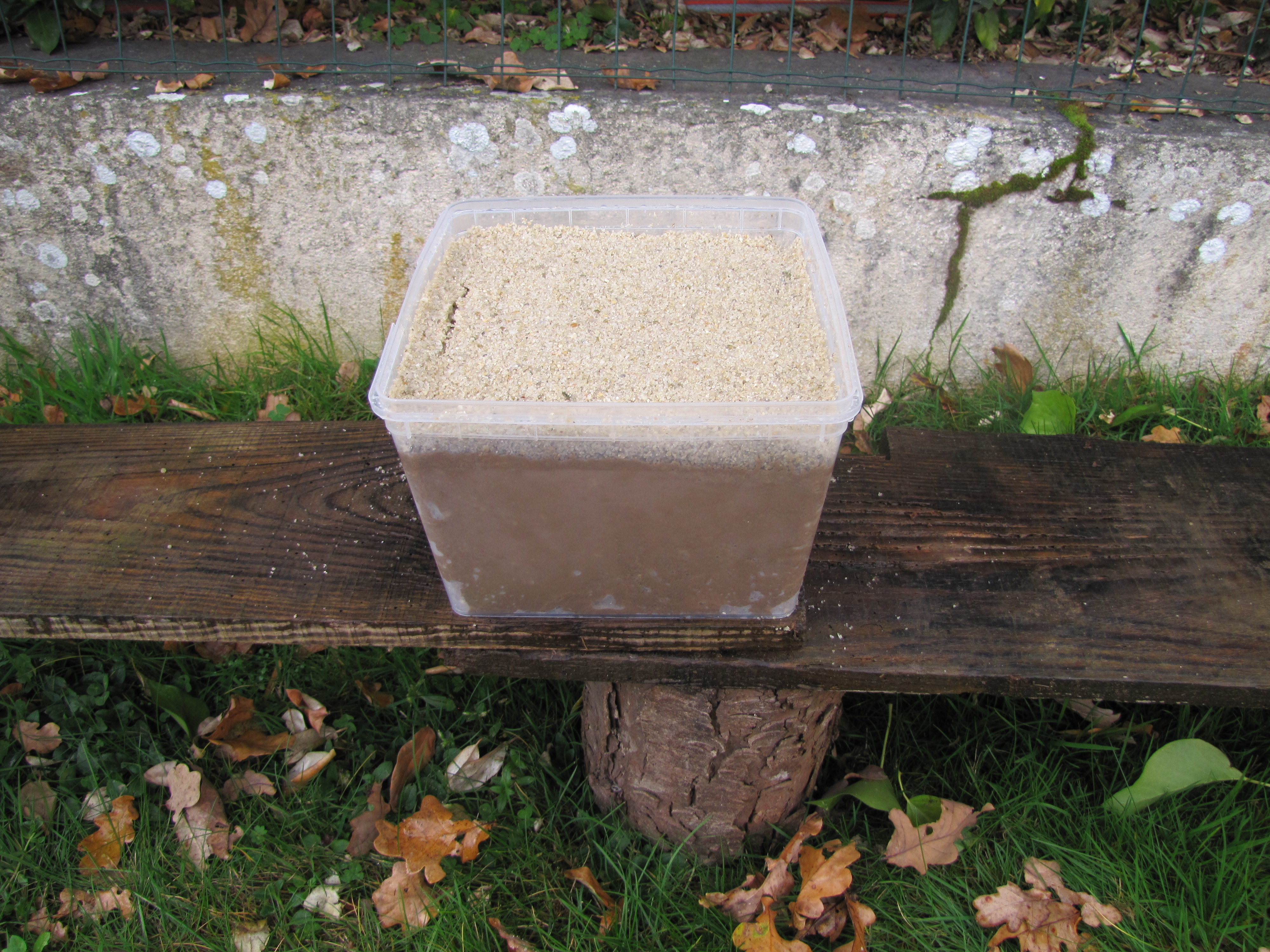
stratifikace semen chladem v boxu s pískem

Stratifikace je způsob ovlivnění klíčení semene. Termín se používá v botanice, zahradnictví a zemědělství. 
Dozrávání a klíčivost může být ovlivněna různými faktory. Běžným způsobem u některých druhů je posklizňové dozrávání – stratifikace sbíraných semen v jemném suchém písku v bezmrazé místnosti v průměrné teplotě 10–15 °C. Je tak umožněno odložit výsev na vhodný jarní termín. Jiná semena okrasných dřevin se stratifikují v přiměřeně vlhkém písku a výsev se provádí, když začnou klíčit. Semena některých rostlin bývají stratifikována v trávicím systému živočichů. Některá semena rostlin klíčí lépe po přemrznutí, jiná se vysévají hned po sklizni bez stratifikace.
Stratifikace v kyselém prostředí může naleptat pevnou slupku semen, která by klíčila nepravidelně, dlouho nebo vůbec ne.